# Chromocryptus haywardi
Chromocryptus haywardi là một loài tò vò trong họ Ichneumonidae.